# Elzenspannertje
Het elzenspannertje (Hydrelia sylvata) is een nachtvlinder uit de familie van de spanners, de Geometridae.

## Kenmerken
De voorvleugellengte bedraagt tussen de 11 en 13 millimeter. De basiskleur van de vleugels is grijswit met bruine bespikkeling. Over de vleugel lopen golvende dwarslijnen, waarvan vooral twee dikkere bruine op de voorvleugel opvallen.

## Waardplanten
Het elzenspannertje gebruikt de els, berk, beuk, wilg en tamme kastanje als waardplanten. De habitat bestaat uit bos en struweel, vooral langs water.

## Voorkomen
De soort komt verspreid over de gematigde zone van het Palearctisch gebied voor. Hij overwintert als pop.

### Nederland en België
Het elzenspannertje is in Nederland en België een zeer zeldzame soort. In Nederland wordt de soort vooral weleens in Noord-Brabant waargenomen, in België vooral in het zuiden. De vlinder kent jaarlijks één generatie die vliegen van eind mei tot en met juli. De rups leeft is te vinden van juli tot september.